# Perro cimarrón uruguayo
El cimarrón uruguayo es un perro molosoide de tamaño mediano a grande dentro de los estándares caninos. Al igual que muchas otras razas que no solo han surgido por selección natural, su aspecto comúnmente varía dentro del estándar de la raza; así sus colores en el pelaje pueden ir desde el atigrado, a manchas, y hasta el también albino en ciertos casos (color crema o bayo). En su mayoría, presentan un hocico negro. Como todo cánido domesticado, su temperamento es dócil, astuto y guardián.
Su multiplicidad de origen ha sido motivo de controversias para su reconocimiento como raza; haciendo que solo la variante "cimarrón uruguayo" sea reconocida como una raza "pura" desde 1989  y en forma provisional, por la Federación Cinológica Internacional (FCI) desde el 21 de febrero de 2006.

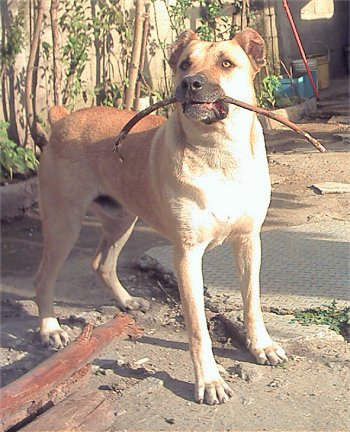
Cimarrón uruguayo.

## Etimología
Cimarrón es un vocablo que se aplicó en América, originariamente en la isla La Española a todo lo que habiendo sido doméstico o civilizado se volvía al estado salvaje o silvestre, haciéndose referencia en este caso a su refugio en las cimas, en realidad en los montes y valles escondidos de las sierras; con lo cual cimarrón sería "el que vive en las cimas o se oculta en ellas".
Los perros cimarrones son los descendientes de los perros denominados Alano Español y traídos principalmente por los españoles que se encontraban colonizando las Américas y que por variados motivos eran dejados a su suerte, adaptándose así a un estado salvaje.
Fruto de las adaptaciones a las condiciones naturales en las distintas regiones de América en donde los cimarrones lograron sobrevivir, se fueron produciendo en estado silvestre algunas variedades locales de estos cánidos, las que causaban daños al atacar el ganado doméstico, por lo que solían ser combatidos por los colonos. En su mayor parte, estos tipos locales fueron exterminados a fines del siglo XIX y primeras décadas del siglo XX.

## Historia de la raza
«El día que me quede sin soldados, he de pelear con un ejercito de perros cimarrones»:  Respuesta del General José Gervasio Artigas, cuando Francisco Ramirez le preguntó como pensaba enfrentar la invasión Portuguesa a la Provincia Oriental.
Hoy día los atributos de carácter de esta raza denominada en Uruguay cimarrón la hacen cada vez más popular en Uruguay y la región, siendo empleada como perro de compañía, guardia y caza, en especial la del jabalí

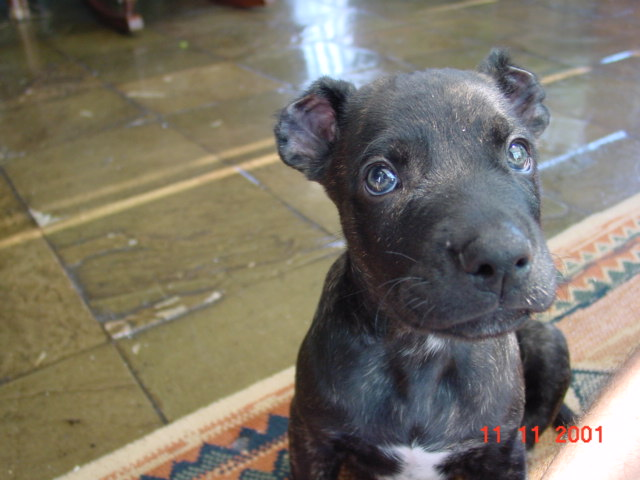
Cachorro de 2 meses.

Por la preponderante actividad ganadera de estas tierras y la consecuente abundancia de alimento sin gran competencia con otros depredadores naturales, el cimarrón se reprodujo en gran número convirtiéndose - según documentos históricos - en una verdadera plaga y azote para los habitantes de la campaña y la ganadería.
Hay crónicas detalladas de ataques por parte de jaurías de estos perros a caravanas y personas, lo que llevó a las autoridades de la época (fines del siglo XVIII) dispusieran e incentivaran grandes matanzas, llegando a contabilizarse por decenas de miles los perros muertos.
Cada animal muerto era pagado por las autoridades de aquel entonces, requiriéndose como prueba de la muerte presentar la quijada o el par de orejas del animal. De esta práctica derivaría el característico corte de oreja que se realiza a muchas crías recién nacidas, en forma de "oreja de puma".
A pesar de estas matanzas, «…un buen número de madres con su prole ganaron los montes del Olimar y sobre todo en la sierra de Otazo y en los Cerros Largos», en lo que actualmente se conoce como los Departamentos de Cerro Largo y Treinta y Tres, donde numerosos hacendados y terratenientes de ese lugar, aprovecharon las virtudes de esta raza para el trabajo con ganado y defensa de su propiedad, comenzando a criarlo, preservándolo del mestizaje.

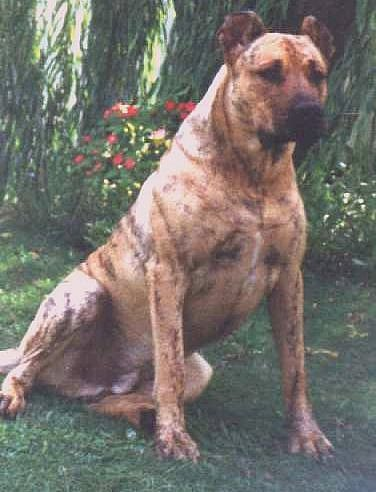
Adulto

Los rastros modernos de la raza comienzan a hacerse más públicos a comienzo de la década de 1980, cuando numerosos criadores de Montevideo, atraídos por las notables características de algunos ejemplares, comienzan a desarrollar su crianza y estandarización.
Es en 1989 cuando este trabajo comienza a rendir sus frutos, al ser el Cimarrón Uruguayo reconocido oficialmente por la Asociación Rural del Uruguay (A.R.U.) y el Kennel Club Uruguayo (K.C.U.), veinte años después de la primera exposición de un ejemplar de esta raza en el K.C.U.
Se crea así la Asociación de Criadores de Cimarrones Uruguayos y junto al K.C.U. se elabora el padrón oficial de la raza, seleccionándose los perros base de la misma y registrándose sus crías, siendo por primera vez tatuados con este número de registro.
Desde su estandarización, esta raza ha despertado un creciente interés tanto dentro del Uruguay como fuera de fronteras, habiendo ejemplares de este perro en diversos países de América, desde Estados Unidos a Argentina, contando este último país con varios criadores de Cimarrón Uruguayo.
Otro de los pasos logrados para el perfeccionamiento genético de la raza es la suscripción de un acuerdo entre la UDELAR, mediante su Facultad de Veterinaria, con la Sociedad de Criadores de Cimarrones, para el estudio de la situación zootécnica y consanguinidad de los ejemplares inscriptos en sus padrones.
Este largo proceso de estandarización se vio coronado el 21 de febrero de 2006, cuando el Bureau Internacional de la Federation Cynologique Internationale (FCI) le otorga al Cimarrón Uruguayo el reconocimiento internacional.
El primitivo perro cimarrón, por su arraigo en el territorio uruguayo, ha sido desde los comienzos mismos de la identidad nacional de este pueblo, un símbolo de la lucha independentista. Esto es reflejado fielmente en la misiva enviada por el General José Gervasio Artigas, en respuesta al General Carlos Federico Lecor (Conde de la Laguna y gobernador de la Provincia Cisplatina (actual Uruguay)), en la cual expresó que, si se quedaba sin soldados para luchar, lo haría con perros cimarrones.
Es por esta tradición que esta raza es actualmente símbolo y mascota del Ejército Nacional del Uruguay, teniendo un lugar preferente en los desfiles militares anuales del 18 de julio. En esta ocasión, un soldado del Batallón de Blandengues (la compañía que en su momento supo liderar el mismo Artigas) encabeza el desfile cabalgando y llevando por la brida a un corcel moro sin jinete, junto al cual va un perro cimarrón.

## Características de la raza
Origen: Uruguay
Clasificación
(Solo aplica en el reconocimiento obtenido por el cimarrón uruguayo; puede que aplique para otras especies)
- FCI: Grupo 2: perros tipo pinschers, schnauzers, molosoides, perros tipo montaña y boyeros Suizos. Sección 2.1 Molosoides, tipo dogo. Sin prueba de trabajo.

Apariencia General: 
- El Cimarrón Uruguayo es un perro de tipo moloso, de variedad de tallas; siendo sus ejemplares más destacados de talla entre mediana a grande; es fuerte, muy compacto e incluso casi compacto, con buena osamenta, en algunos casos dados sus cruces con otras raza de corpulatura musculosa; y como todo cánido es muy ágil.

Proporciones Importantes:
- Altura a la cruz: largo = 10 : 11
- Altura a la cruz igual que la altura a la grupa.
- Hocico apenas ligeramente más corto que el cráneo.
- La altura del piso al codo y del codo a la cruz debe ser igual.

Temperamento: 
- Es equilibrado, astuto, muy atento; y de gran coraje.

Tamaño y Peso: (Altura a la cruz) 
- Machos: de 58 a 61 cm de altura y 38 a 45 kg de peso.
- Hembras: de 55 a 58 cm de altura y 33 a 40 kg de peso.

Utilización: 
- Excelente para el trabajo con ganado, caza mayor y guardia.

Faltas: 
- Cualquier desviación de los criterios antes mencionados se considera como falta y la gravedad de esta será considerada con respecto al grado de desviación del estándar y sus efectos sobre la salud y el bienestar del perro.

Faltas leves:
- Comisura labial excesivamente colgante.
- Papada excesiva.
- Mejillas excesivamente prominentes.
- Falta de más de 2 PM1.

Faltas graves:
- Manchas blancas fuera de las regiones especificadas.
- Desviación notoria de las proporciones importantes.
- Ausencia de dimorfismo sexual.
- Tamaño que no alcance o sobrepase la altura estipulada (incluyendo la tolerancia).

Faltas eliminatorias:
- Agresividad o extrema timidez.
- Pelo largo.
- Cualquier color que no sean los descritos.
- Prognatismo.
- Enognatismo.
- Atipicidad evidente.